# Lemberg (könyv)
A Lemberg (eredeti német címe: Lemberg. Die vergessene Mitte Europas) Lutz C. Kleveman német történész, újságíró 2017-ben Berlinben megjelent könyve. Magyarul Kurdi Imre fordításában a Park Kiadónál jelent meg 2023-ban. Alcíme: Európa elfeledett közepe.
A könyv Lemberg – ukrán nevén Lviv – múltját, kiemelten harminc évének (1914–1944) történetét mutatja be egyszerű, közérthető módon. A történelmi részeket minden fejezetben a szerző reflexiói és ottani tartózkodásának jelenetei kísérik.

## Tartalom
- Előszó
- Prológus
- Habsburg-idők
- Az első világháború
- Kis-Lengyelország
- Lemberg modern korszaka
- A Skót Kávéház
- Szovjet uralom
- Deportálások
- Náci uralom
- Weigl laboratóriuma
- Stalag 328
- Haláltangó

- Epilógus

## Keletkezése
A szerző 2014-2015-ben négyszer látogatott Lvivbe, régi nevén Lembergbe, hogy megismerje a város történelmét. Akkorra már éppen lezajlott a Krím orosz annektálása, és „Donbasz”-ban harcok folytak, aminek hangot is írásában. A könyv eredetileg 2017-ben jelent meg. Akkor még nem sejthette a világ, amit az olvasó a magyar fordítás megjelenésének évében már tudott: Oroszország Ukrajna elleni agresszióját. A könyv megírásához a közvetlen indíttatást egy Lvivben 2014-ben látott katonatemetés adta.
A német történész-újságíró, Lutz C. Kleveman szerint munkája „történészi és újságírói módszertannal megírt történelem- és riportkönyv. A levéltárban történész voltam, az utcán riporter. Szerintem jó kombináció.”

## Tartalmi vázlata
A könyv a Prológust és az Epilógust leszámítva tizenegy fejezetben mutatja be Lemberg múltját. Ebből tíz fejezet a város harminc évének (1914–1944) gyakran tragikus eseményeiről, nemzetiségi konfliktusairól, ismert személyeinek egyéni sorsáról szól. 
A Habsburg-idők című első fejezet (1772–1914) szinte csak előtörténete a könyvben tárgyalt következő harminc évnek. A város Lengyelország első felosztásakor, 1772-ben került a Habsburgok uralma alá, és a lengyel Lwówból Lemberg lett, Galícia tartomány székhelye. Az új hatalmi berendezkedés, háborúk és lengyel felkelések közepette megindult a város polgári fejlődése és felvirágzása. (31.) Az 1860-as években Galícia önrendelkezést kapott, erősödtek a repolonizációs törekvések. (34.) „A város nagyjából háromszázezer lakosának több mint a fele lengyel és egyharmada zsidó volt, a többi ukrán, de élt itt rajtuk kívül német és örmény kisebbség is. Mindegyik népcsoport a maga vallását gyakorolta.” (29.)
A második fejezet Az első világháború címen a város négy háborús évének (1914–1918) eseményeit összegzi. A lembergi csatában 1914. nyár végén a cári csapatok elfoglalták Lemberget és a citadellát, az osztrákok 1915 júniusában visszafoglalták. A háború idején kiéleződött a lengyel-ukrán ellentét, és az a Habsburg Birodalom összeomlásával rövid, de véres fegyveres konfliktusban tört ki. „Egyetlen pontban értettek már csak egyet a lengyelek meg az ukránok: abban tudniillik, hogy közösen gyűlölték a zsidókat.” 1918. novemberben megtörtént a zsidók elleni első lembergi pogrom. (62.)
A harmadik–ötödik fejezet a lengyel államhoz tartozó város életét mutatja be a két világháború közötti két évtizedben (1919 – 1939. szeptember).
Fejezetek: Kis-Lengyelország, Lemberg modern korszaka, A Skót Kávéház

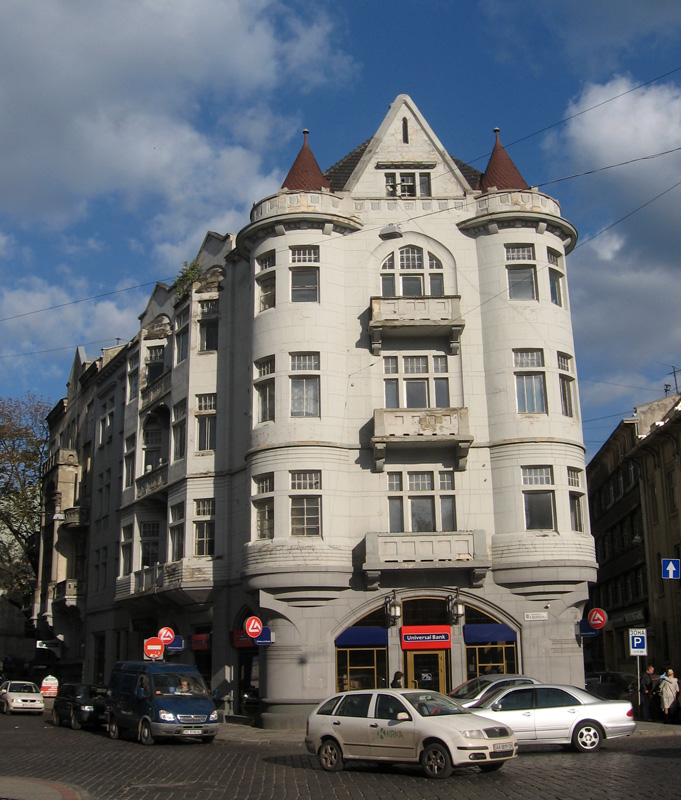
Az egykori Skót Kávéház épülete Lvivben (2007)

Az általános társadalmi válság ellenére az 1920-as években a többnemzetiségű Lembergben – immár Lwowban – szellemi és kulturális fellendülés következett be, virágzott a többnyelvű sajtó és a kávéházi kultúra. Memoárírók Hugo Steinhaus matematikus (75.), Joseph Roth író,  Józef Wittlin (77.) művei tanúsítják, hogy „két bámulatos, politikai, művészeti és tudományos kísérletekben, sőt kiérlelt eredményekben bővelkedő évtized volt ez.” (75.)
1929-ben alakult meg az Artes nevű avantgárd művészcsoport és a Zuschtajer (Ajándék) című jiddis nyelvű kulturális folyóirat is.
Rudolf Weigl biológus és Ludwik Fleck orvos itteni laboratóriumukban fejlesztették ki a flekktífusz elleni oltóanyagot. Az 1930-as években a tudományos elit, elsősorban a matematikusok találkozóhelye a Skót Kávéház volt. Ide jártak az ún. lwówi matematikai iskola neves képviselői: Stefan Banach, Hugo Steinhaus, Stanisław Ulam, Stanisław Mazur és mások.
Ugyanakkor az egyetemen 1936-ig nem volt ukrán tanszék. Józef Piłsudski marsall államcsínyét (1926. május) követően fokozódott a radikális polonizáció és az antiszemitizmus, mélyült a lengyel–ukrán ellentét.  A zsidóságon belül is ellentétek feszültek: cionizmus vagy baloldaliság és szekularizáció, kivándorlás Palesztinába vagy lengyel zsidóként asszimilációra törekvés. A lengyel túlhatalom ellen fellépett az ukrán nacionalista szervezet (OUN), amely Sztepan Bandera vezetése alá kerülve terrorszervezetté vált és „a fasizmusra alapozta az ukrán nemzeti mozgalmat.” Tevékenysége lengyel megtorló intézkedéseket váltott ki, Banderát és társait börtönbüntetésre ítélték. (106–109.) Az 1938-as müncheni egyezmény újabb nyugtalanságot keltett az ukránok körében, az egyetemen pedig felerősödött a lengyel antiszemitizmus.
A további hat fejezet a második világháború éveit tekinti át Lemberg és Nyugat-Ukrajna szempontjából. Ezen belül:
- A szovjet megszállás idején (a Szovjetunió megtámadásáig: 1939. szeptember – 1941. június 22.)

Fejezetek: Szovjet uralom, Deportálások
1939. szeptember 22. A német csapatok már Lemberg határában álltak, amikor a lengyel vezetés a közeledő szovjet csapatoknak harc nélkül átadta a várost. A németek visszavonták csapataikat. 
A galíciai lengyel tiszteket a szovjetek letartóztatták, táborokba gyűjtötték és a következő évben titokban legyilkolták. A több helyszínen végrehajtott tömeges gyilkosságokat később katyńi vérengzés néven ismerhette meg a világ.
Kezdetben a város szovjet vezetése igyekezett jó benyomást kelteni. A következő hónapokban eljátszották a parlamenti választásokat, majd a megalakított nemzetgyűlés kérelmezte Moszkvától a Szovjetunióhoz való csatlakozást. Később azonban NKVD-osztagok érkeztek a városba, elkezdődtek a letartóztatások és a keleti vidékekre, Szibériába történő deportálások. Elsősorban a lengyel polgárság és hivatalnoki réteg képviselői voltak az áldozatok. Az első három „hullám” 1940 februárjában, áprilisában és júniusában zajlott le, és az egy évvel későbbi deportálási hullámnak csak a német támadás vetett véget. (178.) Lembergben eközben német hivatal működött, amely szervezte a galíciai németek Nyugat-Lengyelországba telepítését, amit a német-szovjet barátsági szerződés tett lehetővé. (179.)
Rudolf Weigl laboratóriuma tovább működött, hiszen a szovjetek is igényt tartottak oltóanyagra. Ehhez egyre több ún. „tetűtáplálóra” volt szükség. A tífusz elleni szérum előállításhoz ugyanis fertőzött tetveket használtak, melyeket táplálni kellett: a „tetűtáplálók” vádlijához erősített dobozokban szívták magukba a tetvek az emberi vért. Számos lembergi polgárt alkalmaztak a laboratóriumban, akik így elkerülhették a deportálást. (181–184.)
- A német megszállás idején (1941. június 30. – 1944. július 26.)

Fejezetek: Náci uralom, Weigl laboratóriuma, Stalag 328, Haláltangó
1941. június 22-án a hitleri Németország megtámadta a Szovjetuniót. Csapatai június 30-án ellenállás nélkül vonultak be Lvovba, és velük a „Csalogány” nevű önkéntes ukrán zászlóalj is. Az ukrán lakosság „ujjongó lelkesedéssel” fogadta őket. (206.) 
A szovjet kivonulás után a város börtöneiben az emberek lemészárolt foglyok ezreire találtak. A szovjetekkel állítólag kollaboráló zsidók ellen fordult a harag, amit a német propaganda felszított. A zsidók elleni dühödt pogromnak (június 30. – július 3.), amelyben az önkéntes ukrán zászlóalj is részt vett, állítólag négyezer halálos áldozata volt. (213–217., 221.) 
1941. július 3-án a megszállók kivégeztek 23 egyetemi és főiskolai professzort és több családtagot, összesen 47 embert. A gyilkosságok megrázták a város értelmiségét.  Rudolf Weiglnek sikerült hadiüzemmé nyilváníttatnia a laboratóriumát, majd sorra alkalmazta a neves értelmiségieket, köztük egyetemi oktatókat és a Skót Kávéház matematikusait is. Mintegy háromezer embernek nyújtott ezzel menedéket az SS akciói elől. (246–251.) 1941 végén a városban létrehozták a gettót, ahová a zsidóknak december 20-ig kellett átköltözniük. Weigl munkatársa, Ludwik Fleck, zsidó orvos lévén, a gettó kórházában fejlesztette ki és kezdte alkalmazni a vizeletből előállított tífusz elleni oltóanyagot. (297.)

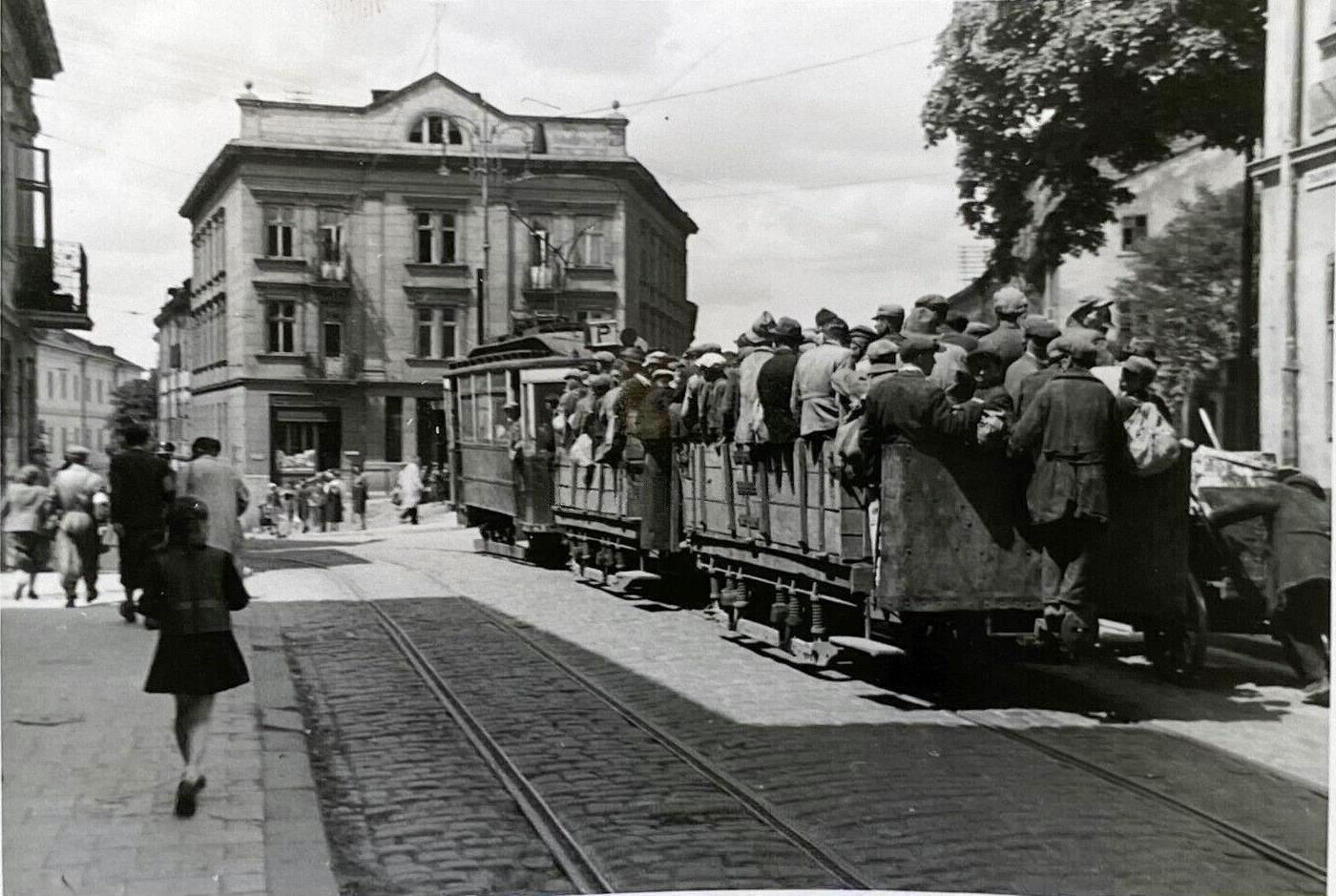
Zsidók visszatérése a gettóba kényszermunka után (1942)

Az Ukrán Nacionalisták Szervezete (OUN) már korábban két pártra szakadt. Vezetőik: Melnik és Bandera, valamint híveik szüntelen harcban álltak egymással. Végül ezt a németek megelégelték: Banderát és helyettesét előbb Berlinbe, majd koncentrációs táborba szállították. (256.)
1941. júliusban a Wehrmacht tábort létesített a városi citadellán a szovjet hadifoglyok számára. Ez volt a Stalag 328. A katonák sokszor hosszú gyalogmenet után, többen sebesülten érkeztek a táborba, ahol többnyire a szabad ég alatt aludtak és éheztek. Mintegy száznegyvenezer ember halt meg a citadellán 1941. július és 1944. július között. (286.)
A tizenegyedik fejezet a lembergi zsidók további tragikus sorsát: „a golyók általi holokauszt”-ot (304.), a városi gettóban történteket – az 1942. augusztusi ún. Reinhardt-akcióban ötvenezer embert lőttek agyon vagy szállítottak a bełżeci haláltáborba (299.) –, majd a városi Janowska koncentrációs táborban történt szörnyűségeket ismerteti. A tábort 1943. novemberben számolták fel a németek és 1944. július 26-án harc nélkül feladták a várost. 
Harc nélkül vonultak be a szovjet csapatok is 1939. szeptember 22-én, majd a hitleri Németország csapatai is 1941. június 30-án. A város külsőleg sértetlen maradt, – írja a könyv vége felé a szerző. „Belső sérülései azonban gyógyíthatatlanok voltak, hiszen háromszázezer korábbi lakosának fele odaveszett.” (313.)

## Magyarországi fogadtatása
A könyvet 2023. október 13-án mutatták be a budapesti Goethe Intézetben. A megjelent recenziók azt hangsúlyozzák, hogy a könyv nem szaktörténészi munka, inkább „egy nagy lélegzetű riport, amelyben folyamatosan keveredik a város múltja és a megírás jelene.” „Szakmaiság ide vagy oda, [ez] egy igazán közönségbarát könyv. Úgy viszi végig az olvasót Lemberg történelmén, hogy az a lelkes hírfogyasztótól a laikus érdeklődőig, bárkinek befogadható és érdekes lehet.”
Néhány recenzió a könyv stílusára és az írói teljesítményre is kitér. „Kleveman könyve a stílusát, szerkezetét tekintve ugyanis elég eklektikus, egyszerre riportkötet, személyes élménybeszámoló, meg történelem, történelem és újra csak történelem.” Egyik erénye: „Nem fekete-fehér képet kapunk: valahol mindenki egyszerre sáros, bűnös, kollaboráns, gyűlölködő – és áldozat is.”
A szerző „könyvét az elhallgatott, a felszín alatt bujkáló múlt utáni nyomozás teszi izgalmassá… Ez a bátor és izgalmas nyomozás egyszerre deríti fel a barátságokat, amelyek a város egykori lakóit összekötötték egymással, és a „láthatatlan kerítéseket”, vagyis a gyűlöleteket, amelyek oly sokuk halálát okozták.

## További információl
- Vörös Szabolcs interjúja a szerzővel